# Habenaria gonzaleztamayoi
Habenaria gonzaleztamayoi är en orkidéart som beskrevs av García-cruz, R.Jiménez och Luis M. Sánchez. Habenaria gonzaleztamayoi ingår i släktet Habenaria och familjen orkidéer. Inga underarter finns listade i Catalogue of Life.